# Иоланда Лухан (телесериал)
Иоланда Лухан (исп. Yolanda Luján) — аргентинская многосерийная теленовелла 1984 года.

## Краткое содержание
Иоланда Лухан, молодая скромная девушка, живущая со своим больным отцом знакомится с молодым перспективным врачом Хуаном Карлосом Идальго. Вскоре, отец Иоланды умирает и Хуан Карлос берет Иоланду к себе на работу домой в качестве служанки. Вся семья влюбляется в Иоланду Лухан, кроме отца Хуана Карлоса. Но несмотря на угрозы Хуан Карлос и Иоланда встречаются тайком и она забеременела от Хуана Карлоса. Чтобы разлучить влюблённых, отец Хуана Карлоса обвиняет Иоланду в убийстве, которая она не совершала и отправляет её в тюрьму, солгав на суде. Иоланда Лухан, находясь в тюрьме испытывает чувство печали и несправедливости. Молодой тюремный врач принимает роды у Иоланды прямо в тюрьме и хочет жениться на ней. Молодой тюремный врач добился освобождения Иоланды Лухан, но сам пал жертвой истинного убийцы, который расправился с первой жертвой, из-за которого осудили Иоланду Лухан. Иоланда Лухан и Хуан Карлос Идальго венчаются в церковном соборе и супруг сделал Иоланду богатой женщиной. Рядом с супругами находится их маленький сын.

## В сериале заняты

### Исполнители ролей

#### В главных ролях
- Вероника Кастро — Иоланда Лухан
- Виктор Лаплас — Хуан Карлос Идальго дель Кастильо

#### В остальных ролях и эпизодах
- Ирма Кордоба — Сара Сотомаер
- Рубен Эстелла — Гонсало Идальго дель Кастильо
- Орландо Каррио — Дамиан, тюремный врач
- Хоакин Пиньон — Ромуальдо
- Энрике Косси — Игнасио Идальго дель Кастильо
- Вики Оливарес — Сильвия Михарес
- Тони Вилас — Серхио Ларрасабаль
- Нелли Меден — Сосо
- Констанца Марал — Мара Бонавидес
- Карлос ла Роса — Франсиско Зальдивар
- Ана Мария Касо — Исабель Кабралес
- Инес Морено — Оливия Боргес
- Фернанда Нуччи — Биянка
- Вирхиния Файад — Диана Вальдивия
- Мануэль Каллау — Роберто Бетанкур
- Родольфо Мачадо — Хавьер Вальдивия
- Мария Маристани — Матильде
- Луис Давила — Анибал
- Амадео Ронко — Дон Эстебан Лухан
- Марта Мерло — Мария
- Мария Фурнери — Марианела "Нела"
- Даниэла Беттина — Ракель
- Мария Фиорентино — Карола
- Амалия Каньедо — Поча
- Мануэль Мартинес — комиссар
- Альдо Майо — доктор Кристобаль
- Максимилиано Пас — Марсело
- Жак Арандт — Эрнесто Бенавидес
- Марта Рольдан — Клара

### Административная группа

#### Либретто
- Хорхе Маэстро — автор сценария
- Серхио Вайнман — автор сценария
- Анхель Вальдес Итурральде — автор сценария

#### Режиссура
- Хильберто Масин — режиссёр-постановщик
- Херардо Мариани — режиссёр-постановщик

#### Музыка
- Вероника Кастро — вокальные партии

#### Администраторы
- Альфредо Почино — продюсер
- Херардо Мариани — исполнительный продюсер
- Альфредо Фокс — координатор продюсера
- Лаура Тисера — ассистент продюсера
- Альфредо Альварес — ассистент режиссёра
- Хорхе Беринг - сценография

## Демонстрация вРоссийской Федерации
Сериал был дублирован на русский язык и показан на телеканале 2х2, с 12 июня по 31 августа 1994 года. Роли дублировали Вадим Андреев и Людмила Ильина.
Сериал на русский язык на телеканале Телеэкспо, с 5 августа по 31 декабря 1996 года.

## Награды и премии
Сериал Иоланда Лухан был номинирован на аргентинскую премию Martin Fierro в 1984 году:
- Самая лучшая главная женская роль — Вероника Кастро (номинация)
- Самая лучшая главная мужская роль — Виктор Лаплас (победа)
- Самая лучшая теленовелла — Анхель Вальдес Итурральде (победа)